# Hexatoma grisea
Hexatoma grisea là một loài ruồi trong họ Limoniidae. Chúng phân bố ở miền Cổ bắc.